# A862 road
Die A862 road ist eine A-Straße in der schottischen Council Area Highland. Sie beginnt in Inverness am Telford Street Roundabout, einem Kreisverkehr mit der A82 und führt von dort über Beauly, Muir of Ord und Dingwall bis zum Ardullie Roundabout mit der A9 am Nordufer des Cromarty Firth.

## Verlauf
Ihren Ausgangspunkt hat die A862 am Telford Street Roundabout in der westlichen Innenstadt von Inverness. Sie zweigt hier von der A82 ab, der wichtigen Verbindung durch das Great Glen zwischen Inverness und Fort William sowie weiter in Richtung Glasgow. Kurz nach dem Kreisverkehr passiert die A862 den Caledonian Canal auf einer Drehbrücke. Westlich von Inverness verläuft die A862 am Südufer des Beauly Firth parallel zur Far North Line. Die Ortschaft Kirkhill wird auf einer südlich verlaufenden Umgehungsstraße passiert. Westlich von Kirkhill münden kurz nacheinander die A833 aus Richtung Drumnadrochit und die A831 aus Richtung Cannich in die A862. Zwischen beiden Einmündungen überquert die A862 auf der Lovat Bridge, einer 1811 bis 1814 unter Thomas Telford errichteten Brücke, den River Beauly. Aufgrund ihrer geringen Fahrbahnbreite ist die Querung der Brücke für den motorisierten Verkehr signalgeregelt jeweils nur in eine Richtung möglich. Die Brücke ist in den schottischen Denkmallisten in der höchsten Denkmalkategorie A verzeichnet.

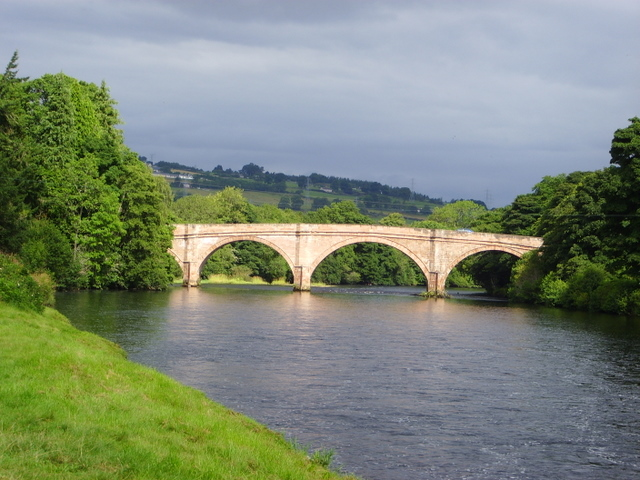
Die Lovat Bridge über den River Beauly

Ab der Einmündung der A831 wendet sich die bislang in Ost-West-Richtung verlaufende Straße in Richtung Norden. Weiterhin parallel zur Far North Linie verläuft sie durch die Orte Muir of Ord, Conon Bridge und Maryburgh am westlichen Ende der Black Isle in Richtung Dingwall, dem nach Inverness größten Ort in diesem Bereich der Highlands. In Muir of Ord kreuzt die A832, nördlich von Maryburgh die A835, beides wichtige Verbindungen zwischen der schottischen Ost- und Westküste. Nördlich von Dingwall verläuft die A862 nordöstlich entlang des Nordufers des Cromarty Firth bis zum Kreisverkehr am Nordende der Cromarty Bridge, mit der die A9, die zentrale Nord-Süd-Verbindung durch die Highlands, den Cromarty Firth überquert.
In ihrem ganzen Verlauf ist die A862 Teil der Ferienstraße North Coast 500.

## Geschichte
Bis zur Fertigstellung der Kessock Bridge 1982 verlief die A9 entlang der heutigen A862. Die Fertigstellung der Kessock Bridge wie auch der Bau der drei Jahre zuvor in Betrieb genommenen Cromarty Bridge ermöglichten nördlich von Inverness eine deutliche Verkürzung der A9 durch deren Führung quer über beide Meeresbuchten und die Black Isle. Der bisherige Abschnitt der A9 zwischen Inverness und der Cromarty Bridge erhielt 1982 die neue Bezeichnung als A862.